# Аміт Пангал
Субідар Аміт Пангал (англ. Subedar Amit Panghal, 16 жовтня 1995, Рохтак, Хар'яна) — індійський військовослужбовець і боксер, призер чемпіонату світу серед аматорів, чемпіон Азійських ігор та Азії.

## Аматорська кар'єра
2017 року Аміт Пангал вперше виграв чемпіонат Індії і завоював бронзову медаль на чемпіонаті Азії в категорії до 49 кг. На чемпіонаті світу 2017 програв у чвертьфіналі Хасанбою Дусматову (Узбекистан).
На Іграх Співдружності 2018 завоював срібну медаль, програвши у фіналі Галалу Яфай (Англія) — 1-3.
На Азійських іграх 2018 переміг чотирьох суперників, у тому числі у півфіналі Карло Паалам (Філіппіни) — 3-2 та у фіналі Хасанбоя Дусматова (Узбекистан) — 3-2, і став переможцем.
2019 року Аміт Пангал став чемпіоном Азії в категорії до 52 кг. На чемпіонаті світу 2019 першим з індійських боксерів завоював срібну медаль.
- В 1/16 фіналу переміг Ту По-вэй (Китайський Тайбей) — 5-0
- В 1/8 фіналу переміг Батухан Чіфтчі (Туреччина) — 5-0
- У чвертьфіналі переміг Карло Паалам (Велика Британія) — 4-1
- У півфіналі переміг Сакена Бібоссінова (Казахстан) — 3-2
- У фіналі програв Шахобідіну Зоїрову (Узбекистан) — 0-5

На чемпіонаті Азії 2021 отримав срібну медаль, знов програвши у фіналі Шахобідіну Зоїрову.
На Олімпійських іграх 2020, які пройшли в Токіо у липні—серпні 2021 року, програв у першому бою Юберхену Мартінесу (Колумбія) — 1-4.
На Іграх Співдружності 2022 став чемпіоном, здобувши чотири перемоги, у тому числі у фіналі над Кіараном Макдональдом (Англія).
На Олімпійських іграх 2024 програв у першому бою Патріку Чіньємба (Замбія) — 1-4.